# Монморанси-Люксембург, Анн-Франсуа де
Анн-Франсуа де Монморанси (фр. Anne-François de Montmorency; 9 декабря 1735 — 22 мая 1761), герцог де Монморанси (куртуазный титул), маркиз де Сеньеле, граф де Танкарвиль и де Гурне, барон де Жокур в Шампани — французский офицер, участник Семилетней войны.

## Биография
Сын маршала Франции Шарля-Франсуа-Фредерика II де Монморанси-Люксембурга и Мари-Софи-Эмили-Онорат Кольбер де Сеньеле.
Едва поступив на военную службу, 1 февраля 1749 стал командиром Туреньского пехотного полка, которым до этого командовал его отец. Командовал им в лагере Сарлуи в 1754, в битве при Росбахе в 1757 и битве при Крефельде в 1758.
22 июля 1758 произведен в бригадиры. Командовал Туреньской бригадой в битве при Миндене в 1759; 2 ноября вместо своего отца был назначен капитаном одной из четырех рот королевской гвардии Людовика XV. В 1760 году продолжал служить в Германии, и умер 22 мая 1761, будучи в составе Нижнерейнской армии.

## Семья
Жена  (17.02.1752): принцесса Луиза-Полина-Франсуаза де Монморанси-Люксембург (1734—1818), дочь Шарля-Франсуа-Кристиана де Монморанси-Люксембурга, принца де Тенгри, и Анн-Сабин Оливье де Сенозан
Дети:
- Матье-Фредерик де Монморанси-Люксембург (22.10.1756—17.06.1761)
- Шарлотта Анна Франсуаза де Монморанси-Люксембург (17.11.1757 — после 1812), герцогиня де Бофор-Монморанси. Муж (6.10.1767): Анн-Леон II де Монморанси-Фоссё (1731—1799)
- Мадлен-Анжелика де Монморанси-Люксембург (1759—27.01.1775)